# شعار الفاتيكان
شعار دولة الفاتيكان يحوي :
- التاج البابوي الثلاثي مستعمل من قبل البابا بيوس الحادي عشر يسمى تيارا , يرمز للقوة أو الصلاحيات الرئيسية للحبر الأعظم الممثل بالبابا والتي تعني: الأب الروحي الأعلى، الراعي الأعلى والمعلم الأعلى.
- المفاتيح تمثل مفاتيح الجنة (حسب المعتقدات الدينية المسيحية) والذي ذكرت في نص إنجيل متى حيث أعطى يسوع المسيح المفاتيح للقديس بطرس.[1] أستعمل في الشعار كاعتراف البابا بنجاح القديس بطرس بمهمته بنشر الرسالة والدين المسيحي. المفاتيح موضوعة على العلم بلوني الفضة والذهب بشكل متعاكس، رمز للكرسي البابوي منذ القرن الثالث عشر، حيث أن الذهب يرمز القوة الروحية أما الفضة للقوة المادية.
- المفاتيح موضوعه بشكل صليب وترمز لصلب السيد المسيح حسب المعتقد الديني.
- يصل المفتاحيين حزام أحمر يمثل لون دم السيد المسيح.
- خلفية الشعار باللون الأحمر.